# Предтечинська сільська рада
Предтечинська сільська рада — колишній орган місцевого самоврядування у Костянтинівському районі Донецької області з адміністративним центром у с. Предтечине.

## Населені пункти
Сільській раді підпорядковані населені пункти:
- с. Предтечине
- с. Ступочки

## Склад ради
Рада складається з 14 депутатів та голови.